# Elezioni regionali in Toscana del 2020
Le elezioni regionali italiane del 2020 in Toscana si sono tenute il 20 e 21 settembre, con possibilità di ballottaggio il successivo 4 e 5 ottobre qualora nessun candidato avesse raggiunto al primo turno il 40% delle preferenze.

## Candidati
I candidati sono (in ordine alfabetico):
- Marco Barzanti (Partito Comunista Italiano)[2]
- Salvatore Catello (Partito Comunista)[3]
- Susanna Ceccardi (Lega Salvini Premier), eurodeputata, sostenuta da Lega, Fratelli d'Italia, Forza Italia, Unione di Centro, Cambiamo![4][5] e Forza Nuova[6][7][8].
- Tommaso Fattori (Toscana a Sinistra), sostenuto da Sinistra Italiana, Rifondazione Comunista e Potere al Popolo![9][10]
- Irene Galletti (Movimento 5 Stelle)[11]
- Eugenio Giani (Partito Democratico), presidente del consiglio regionale uscente, sostenuto da Partito Democratico, Italia Viva, +Europa, Articolo Uno, Partito Socialista Italiano, Partito Repubblicano Italiano, Italia dei Valori, Centro Democratico, Europa Verde, Volt, Italia in Comune, Democrazia Solidale[12] ed il supporto esterno di Azione.[13][14][15][16]
- Tiziana Vigni (Movimento 3V - Libertà di scelta)[17]

## Affluenza alle urne
L'affluenza definitiva si attesta al 62,60% degli elettori, ossia 1.870.283 su 2.987.881 aventi diritto.
| Provincia     | Votanti | Aventi diritto | %      |
| Toscana       | 1870284 | 2987881        | 62,60% |
| ------------- | ------- | -------------- | ------ |
| Arezzo        | 174725  | 270491         | 64,60% |
| Firenze       | 515749  | 775904         | 66,47% |
| Grosseto      | 107944  | 177323         | 60,87% |
| Livorno       | 162198  | 282855         | 57,34% |
| Lucca         | 195420  | 344975         | 56,65% |
| Massa-Carrara | 93791   | 171462         | 54,70% |
| Pisa          | 220080  | 335637         | 65,57% |
| Pistoia       | 146728  | 237945         | 61,66% |
| Prato         | 118422  | 182755         | 64,80% |
| Siena         | 135226  | 208534         | 64,85% |

## Risultati
Fonte:  Risultati ufficiali delle elezioni regionali del 2020 in Toscana, su regione.toscana.it.
|                                       | Eugenio Giani ✔️ Presidente | 864 310              | 48,62 | Partito Democratico        | 563 116   | 34,69 | 22 |  |  |
| Italia Viva - +Europa                 | Eugenio Giani ✔️ Presidente | 864 310              | 48,62 | 72 649                     | 4,48      | 2     |    |  |  |
| Sinistra Civica Ecologista            | Eugenio Giani ✔️ Presidente | 864 310              | 48,62 | 48 410                     | 2,98      | –     |    |  |  |
| Orgoglio Toscana per Giani Presidente | Eugenio Giani ✔️ Presidente | 864 310              | 48,62 | 47 778                     | 2,94      | –     |    |  |  |
| Europa Verde Progressista Civica      | Eugenio Giani ✔️ Presidente | 864 310              | 48,62 | 26 924                     | 1,66      | –     |    |  |  |
| Svolta!                               | Eugenio Giani ✔️ Presidente | 864 310              | 48,62 | 5 246                      | 0,32      | –     |    |  |  |
|                                       | Susanna Ceccardi            | 719 266              | 40,46 | Lega per Salvini Premier   | 353 514   | 21,78 | 8  |  |  |
| Fratelli d'Italia                     | Susanna Ceccardi            | 719 266              | 40,46 | 219 165                    | 13,50     | 4     |    |  |  |
| Forza Italia - UDC                    | Susanna Ceccardi            | 719 266              | 40,46 | 69 456                     | 4,28      | 1     |    |  |  |
| Toscana Civica per il Cambiamento     | Susanna Ceccardi            | 719 266              | 40,46 | 16 923                     | 1,04      | –     |    |  |  |
| Seggio di coalizione                  | Seggio di coalizione        | Seggio di coalizione | 40,46 | 1                          |           |       |    |  |  |
|                                       | Irene Galletti              | 113 796              | 6,40  | Movimento 5 Stelle         | 113 836   | 7,01  | 2  |  |  |
|                                       | Tommaso Fattori             | 39 684               | 2,23  | Toscana a Sinistra         | 46 514    | 2,87  | –  |  |  |
|                                       | Salvatore Catello           | 17 007               | 0,96  | Partito Comunista          | 17 032    | 1,05  | –  |  |  |
|                                       | Marco Barzanti              | 16 078               | 0,90  | Partito Comunista Italiano | 15 617    | 0,96  | –  |  |  |
|                                       | Tiziana Vigni               | 7 668                | 0,43  | Movimento 3V               | 6 974     | 0,43  | –  |  |  |
| Totale                                | Totale                      | 1 777 809            | 100   |                            | 1 623 154 | 100   | 40 |  |  |
|                                       |                             |                      |       |                            |           |       |    |  |  |
| Schede bianche                        | Schede bianche              | 51 880               | 2,77  |                            |           |       |    |  |  |
| Schede nulle                          | Schede nulle                | 40 594               | 2,17  |                            |           |       |    |  |  |
| Votanti                               | Votanti                     | 1 870 283            | 62,60 |                            |           |       |    |  |  |
| Elettori                              | Elettori                    | 2 987 881            |       |                            |           |       |    |  |  |

1. ↑  Include Democrazia Solidale
2. ↑  Include Articolo Uno e Possibile
3. ↑  Include Partito Socialista Italiano, Partito Repubblicano Italiano, Italia dei Valori, Centro Democratico
4. ↑  Include Volt e Italia in Comune
5. ↑  Include Cambiamo!
6. ↑  Include Sinistra Italiana, èViva, Partito della Rifondazione Comunista, Potere al Popolo!, Per la Sinistra per un'altra Europa

## Consiglieri eletti
| Collegio      | Lista                 | Eletto                           |
| ------------- | --------------------- | -------------------------------- |
| Toscana       | Presidente eletto     | Eugenio Giani                    |
| Toscana       | Seconda classificata  | Susanna Ceccardi (rinunciataria) |
| Toscana       | Terza classificata    | Irene Galletti                   |
| Firenze       | Partito Democratico   | Cristiano Benucci                |
| Firenze       | Partito Democratico   | Cristina Giachi                  |
| Firenze       | Partito Democratico   | Iacopo Melio                     |
| Firenze       | Partito Democratico   | Monia Monni                      |
| Firenze       | Partito Democratico   | Massimiliano Pescini             |
| Firenze       | Partito Democratico   | Enrico Sostegni                  |
| Firenze       | Partito Democratico   | Andrea Vannucci                  |
| Firenze       | Lega                  | Giovanni Galli                   |
| Firenze       | Lega                  | Elisa Tozzi                      |
| Firenze       | Fratelli d'Italia     | Francesco Torselli               |
| Firenze       | Italia Viva - +Europa | Stefania Saccardi                |
| Firenze       | Movimento 5 Stelle    | Silvia Noferi                    |
| Firenze       | Forza Italia          | Marco Stella                     |
| Arezzo        | Partito Democratico   | Vincenzo Ceccarelli              |
| Arezzo        | Partito Democratico   | Lucia De Robertis                |
| Arezzo        | Lega                  | Marco Casucci                    |
| Arezzo        | Fratelli d'Italia     | Gabriele Veneri                  |
| Lucca         | Partito Democratico   | Valentina Mercanti               |
| Lucca         | Partito Democratico   | Mario Puppa                      |
| Lucca         | Lega                  | Elisa Montemagni                 |
| Lucca         | Fratelli d'Italia     | Vittorio Fantozzi                |
| Pisa          | Partito Democratico   | Antonio Mazzeo                   |
| Pisa          | Partito Democratico   | Alessandra Nardini               |
| Pisa          | Lega                  | Elena Meini                      |
| Pisa          | Fratelli d'Italia     | Diego Petrucci                   |
| Livorno       | Partito Democratico   | Gianni Anselmi                   |
| Livorno       | Partito Democratico   | Francesco Gazzetti               |
| Livorno       | Lega                  | Marco Landi                      |
| Pistoia       | Partito Democratico   | Federica Fratoni                 |
| Pistoia       | Partito Democratico   | Marco Niccolai                   |
| Pistoia       | Lega                  | Luciana Bartolini                |
| Siena         | Partito Democratico   | Simone Bezzini                   |
| Siena         | Partito Democratico   | Anna Paris                       |
| Siena         | Italia Viva - +Europa | Stefano Scaramelli               |
| Grosseto      | Partito Democratico   | Leonardo Marras                  |
| Grosseto      | Lega                  | Andrea Ulmi                      |
| Massa-Carrara | Partito Democratico   | Giacomo Bugliani                 |
| Prato         | Partito Democratico   | Ilaria Bugetti                   |